# 茨城県道297号十王停車場川尻線
茨城県道297号十王停車場川尻線（いばらきけんどう297ごう じゅうおうていしゃじょうかわじりせん）は、茨城県日立市にあるJR常磐線十王駅と国道6号を結ぶ茨城県の県道である。

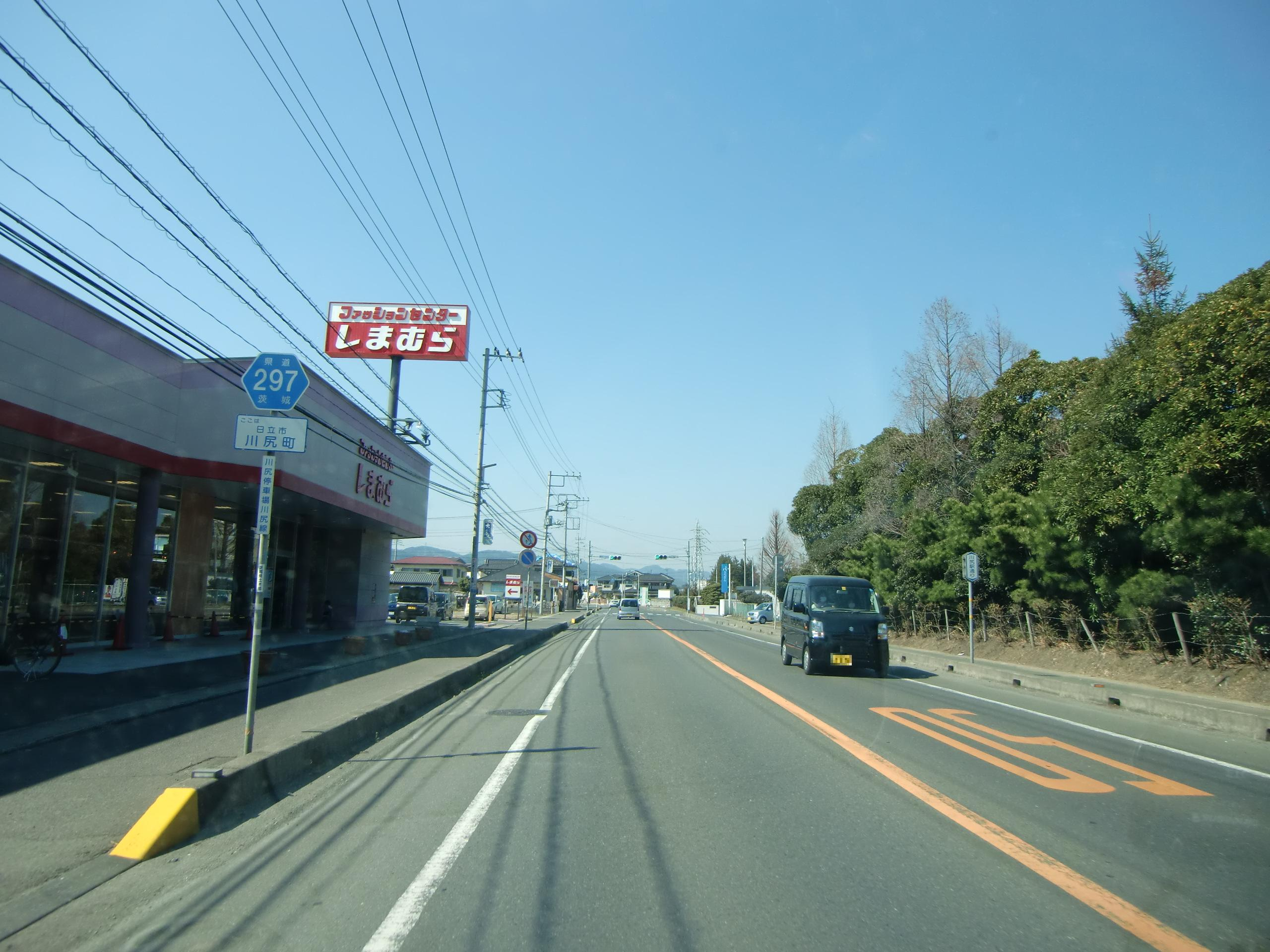
日立市川尻町（2011年4月撮影）

## 概要
- 起点：茨城県日立市十王町友部（茨城県道296号十王停車場線分岐＝「川尻跨線橋東」交差点）[1]
- 終点：茨城県日立市川尻町（国道6号交点）[1]
- 総延長：1.867 km[2]
- 重用延長：なし[2]
- 未供用延長：なし[2]
- 実延長：1.867 km[2]
- 自動車交通不能区間延長[注釈 1]：なし[2]

## 歴史
1959年（昭和34年）10月14日、前身にあたる県道豊浦大子線（整理番号七）を廃止し
、その一部を新たな県道として 多賀郡十王町大字友部の川尻停車場を起点とし、 日立市大字川尻を終点とする区間を本路線として茨城県が県道路線認定した。当時の路線名は川尻停車場川尻線であった。
2004年（平成16年）、川尻駅が十王駅に改称されたことに伴い、現在の路線名である十王停車場川尻線に改称された。

### 年表
- 1897年（明治30年）2月25日：十王駅（旧川尻駅）が開業する。
- 1920年（大正9年）4月1日：現在の路線の前身である豊浦大子線が路線認定される[4]。
- 1959年（昭和34年）10月14日：旧名川尻停車場川尻線として路線認定される[5]。
- 1964年（昭和39年）7月3日：車両制限令第5条1項[注釈 2]に基づく指定（路線対象番号38 川尻停車場川尻線：川尻停車場線分岐点 - 国道6号線交点）を受ける[6]。
- 1966年（昭和41年）12月26日：日立市川尻町字平太惣次 - 同市川尻町字富士下の道路改良バイパス区域（1.44 km）を指定[7]。
- 1969年（昭和44年）11月17日：日立市川尻町大字川尻の630 m区間を道路拡幅改良[8]。
- 1995年（平成7年）3月30日：整理番号106から現在の番号（整理番号297）に変更される[9]。
- 2001年（平成13年）3月1日：多賀郡十王町友部 - 日立市川尻町の区間が、通行する車両の最大重量限度25トンの道路に指定される[10]。
- 2004年（平成16年）3月13日：現在の路線名である十王停車場川尻線に改称[11]。

## 地理

### 通過する自治体
- 茨城県日立市

### 交差する道路
- 茨城県道・福島県道10号日立いわき線

### 沿線
- JR十王駅（日立市十王町友部）
- 日立電線メクテック 豊浦工場（日立市川尻町）